# Martin Eckrich

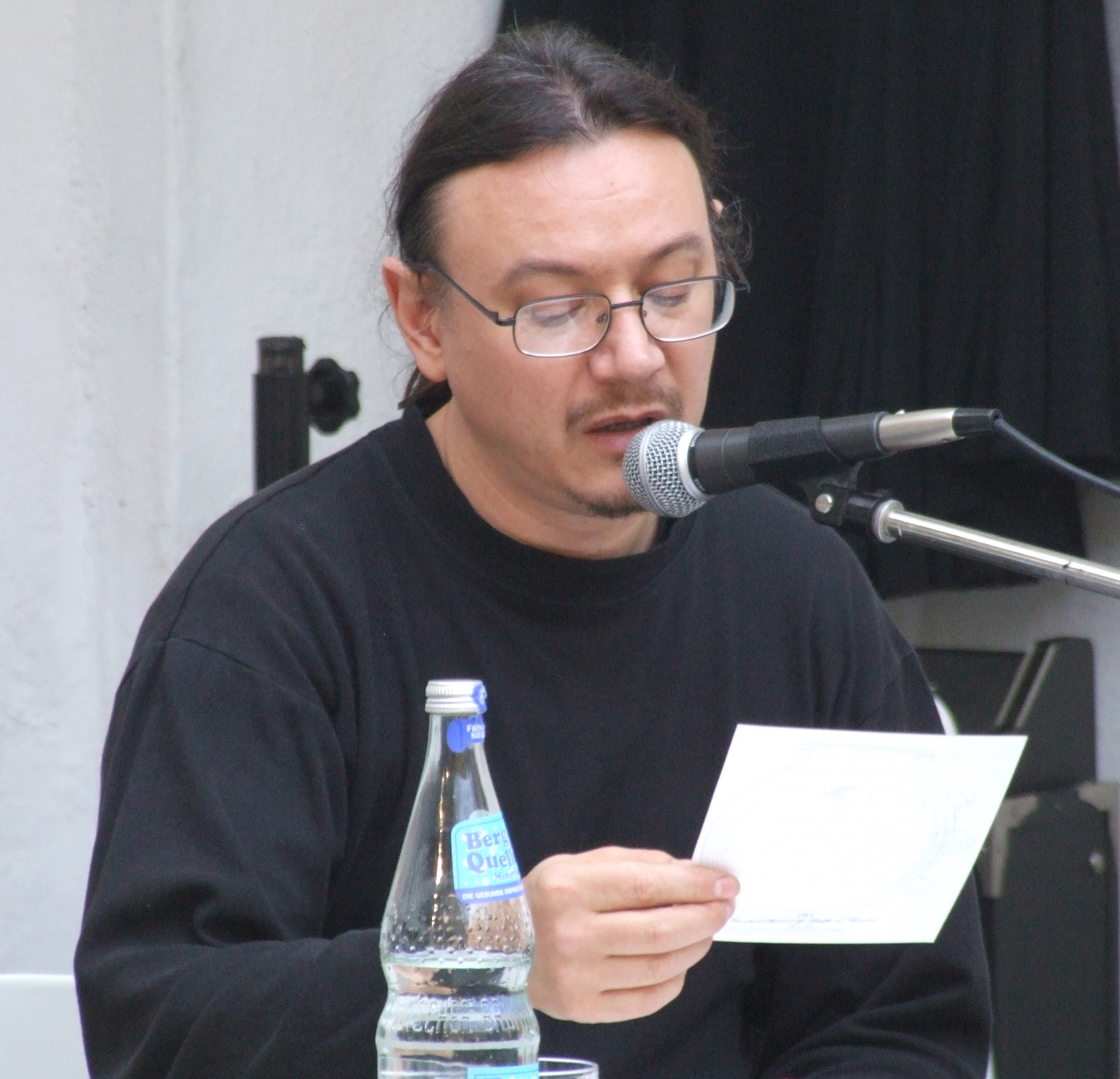
Martin Eckrich bei den 2. Speyerer Performancetagen (2008)

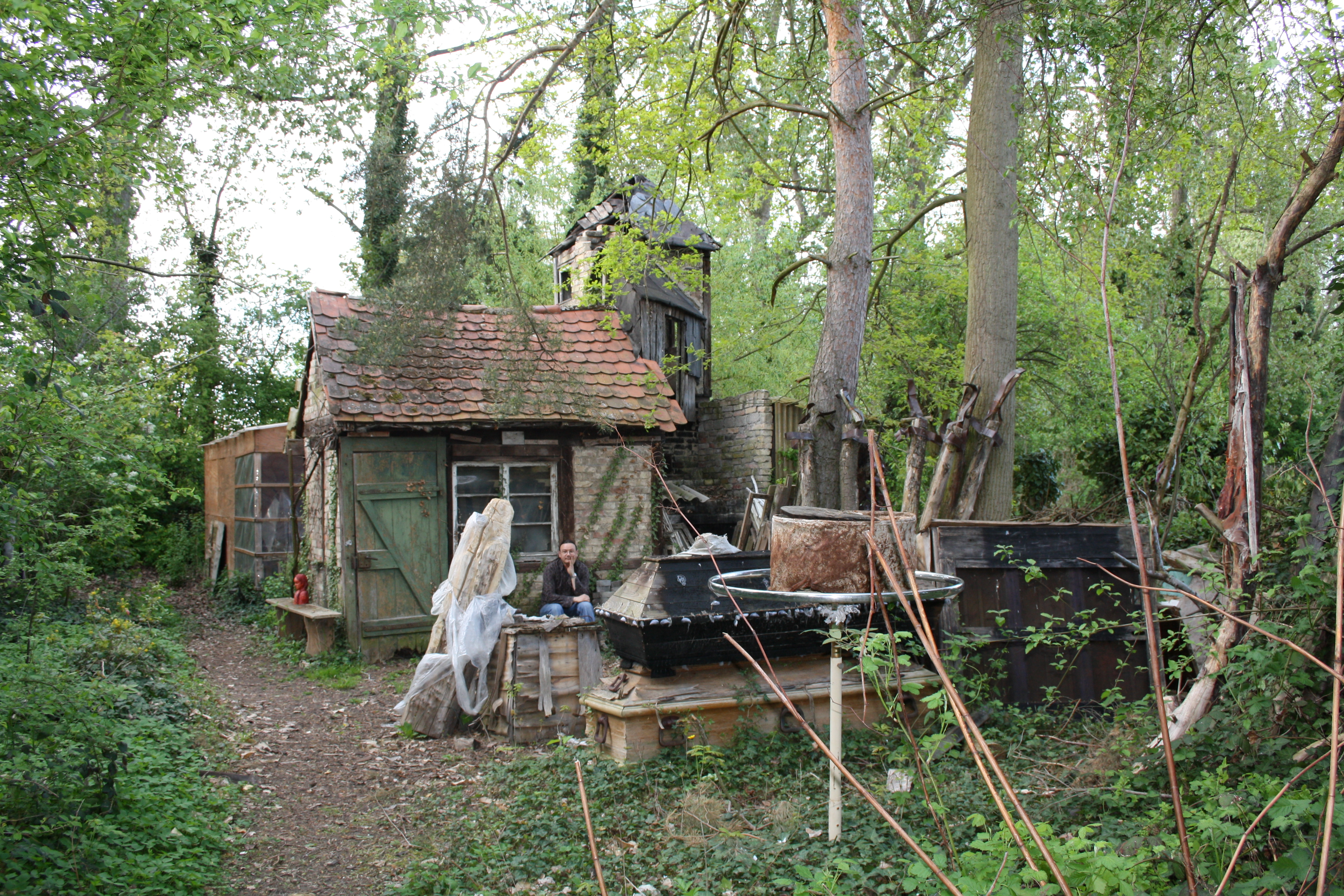
Martin Eckrich sitzend vor seinem Gartenhaus in Schifferstadt. Das Gartenhaus steht kurz vor dem Rehbach. Der Sarg im Vordergrund war Requisit bei Kunstaktionen.

Martin Eckrich (* 21. Februar 1963 in Kaiserslautern) ist ein Maler, Performancekünstler sowie Schöpfer von Rauminstallationen und Plastiken. Martin Eckrich verfasst auch Gedichte und freie poetische Texte, vor allem auch als Teil der Installationen und Performances. Er lebt im pfälzischen Schifferstadt.

## Leben und Werk
Martin Eckrich wurde als jüngstes von sechs Kindern geboren. Sein Vater Lorenz Eckrich war Lehrer und ehrenamtlicher Direktor des Heimatmuseums von Schifferstadt, seine Mutter ist die anerkannte Keramikerin Lisl Eckrich.
1982 bis 1983 besuchte er die freie Kunstschule (Rödelschule) in Mannheim.
Eckrich studierte mit einem Stipendium der Bayern-Pfalz-Stiftung 1983 bis 1989 an der Akademie der Bildenden Künste München. Das Studium schloss er mit einem Diplom für Kultraumgestaltung als Meisterschüler bei Professor Franz Bernhard Weißhaar erfolgreich ab.
In der Zeit an der freien Kunstschule übte er sich in einem realistischen teilweise fast fotorealistischen Stil. Seit 1983 gestaltete er meist in Zusammenhang mit Rauminstallationen Performances an der Akademie. Waren seine malerischen Werke und Collagen am Anfang seines Schaffens an der Akademie ganz abstrakt, so nahm er im Laufe der Zeit wieder zeichnerische Elemente in diese auf, um schließlich zu einer meist gegenständlichen Malerei überzugehen. Erhalten hat sich in vielen malerischen Werken die starke Farbigkeit.
Beständige Themen Eckrichs sind Menschenköpfe, wobei diese bei Gemälden oft viel innere Spannung, starke Gefühle und Dramatik ausdrücken, bei seinen keramischen Arbeiten, der Kunst seiner Mutter, eher nachdenklich, in sich gekehrt und ästhetisch ausgeführt werden. Bei Keramiken gestaltet er immer wieder, wie bei Holzstatuen, Ganzkörperdarstellungen, wobei die Holzstatuen eher archaisch, die Tongebilde oft sehr naturalistisch, ästhetisch und ausdrucksstark sind, wobei hier der Ausdruck positiver Gefühle überwiegt. Bei Keramiken erlaubt er sich auch – sonst untypisch – humoristische Werke. Die Bitte seines alten Vaters ihm doch einen Gartenzwerg zu gestalten, stürzte ihn in den Konflikt, dem alten Mann seinen Wunsch erfüllen zu wollen, aber eben doch keinesfalls mit einem Gartenzwerg, so dass er ersatzweise eine Horde kleiner grüner Gartengnome voller kindlichem Übermut schuf, die auch gut beim Vater ankamen. Seine Landschaftsgemälde, die oft auf Reisen entstehen, sind vielfach von expressiver Farbigkeit. Auch Akte und erotische Darstellungen führt er immer wieder aus. Abstrakt sind immer noch viele seiner Metallinstallationen und -kästen.
Im Rahmen von Ausstellungseröffnungen und als Teil von Performances trug Martin Eckrich immer wieder Gedichte und freie poetische Texte vor, um seine Gedanken und Emotionen zu bestimmten Themen und Werken auszudrücken. Im Lauf der Zeit wurden diese Gedichte öfter von befreundeten Musikern begleitet, meist Gitarristen. Die dadurch erweiterten Möglichkeiten des Ausdrucks veranlassten Eckrich sich oft selbst mit der Gitarre zu begleiten und einige Texte auch singend vorzutragen. Im Rahmen von Kunstereignissen jammt er gerne mit befreundeten Musikern unter dem Label Art Eckrich.
Obwohl unverwertbar, verwendet Eckrich bis in die Gegenwart auch immer noch viel Mühe für die Schaffung vom aufwendigen abstrakten Rauminstallationen. Zu einer großen Rauminstallation ist sein langgestreckter Garten mit Wohnhaus und drei Gartenhäusern in Schifferstadt geworden, in dem er seine Holz-, Ton und Metallarbeiten fertigt und auch die meisten seiner Bilder malt.

## Galerie Martin Eckrich
Im September 2013 eröffnete Martin Eckrich in seinem Elternhaus seine eigene Galerie. Diese nutzt er um seine neuesten Werke einem interessierten Publikum zu zeigen. Aber auch Veranstaltungen wie "Kunstzeit - Martin Eckrich und Freunde" finden regelmäßig in den Galerieräumen statt.

## Performances als Gruppenaktionen
Seit 1983 gestaltete er meist in Zusammenhang mit Rauminstallationen Performances an der Akademie der bildenden Künste in München. In der Zeit nach der Ausbildung, als freier Künstler, schuf er weiterhin immer wieder aufwendige Rauminstallationen und präsentierte sie mit Performances. Auch Ausstellungseröffnungen seiner Bilder und Plastiken begleitete er regelmäßig mit Performances. Dieses Interesse an Aktionskunst und ihren besonderen Ausdrucksmöglichkeiten veranlasste ihn auch, sich einer in Speyer gegründeten Performancegruppe anzuschließen, die er seit Beitritt wesentlich beeinflusste.

### PerformancegruppeErbengemeinschaft Felix Gordon
In Speyer trafen sich bei der Theatergruppe Prisma, Ulrich Brennhäuser und Stephan Güpping (später verh. Stephan Reim; †) und hatten die Idee selbst und mit Gleichgesinnten Aktionskunst zu machen. Sie trafen sich an verschiedenen Orten mit Freunden, um zu improvisieren und die Grenzen im Bereich Theater und Performance zu erkunden.
Der erste öffentliche Auftritt der Performancegruppe am 17. Juli 1999 am alten Kriegerbrunnen auf der Hauptstraße Speyers erregte beträchtliches Aufsehen. Neben Performances zu Themen wie Krieg und seine Verherrlichung, Religion, Deutsche Einheit, Geld, Irrwege, Tod und Vergänglichkeit, sowie Kunst, veranstaltete die Gruppe auch Seminare v. a. mit dem Performancekünstler Boris Nieslony und Treffen von Performance-Künstlern. Weitere Themen von Performances waren z. B. "Keine Wahl" am Wahlsonntag des 22. September 2002 oder Dunkelheit.
Neben Aufführungen auf der Speyerer Hauptstraße, am Kriegerbrunnen, im Domgarten, im alten Kreuzgang an der Sparkasse, im Audimax der DHV und während Festivals begleitet die Gruppe auch immer wieder Ausstellungen und Installationen von Martin Eckrich, der zu der Gruppe dazu stieß, mit der Durchführung ihrer sehr freien und assoziativen Handlungen. Durch die Mitgliedschaft von mehreren Künstlern in der etwa aus 10 Menschen bestehenden Gruppe ist deren Kunstverständnis weit. So waren die von der Gruppe veranstalteten Performancetage 2008 im Künstlerhaus Speyer begleitet von einer Ausstellung von Gemälden und Plastiken sowie einer mehrstündigen Lesung von Gedichten von Mitgliedern der Gruppe und Gästen mit und ohne musikalische Begleitung. Ständige Mitglieder sind (2008) neben Martin Eckrich Guido Lill, Johanna Schellenberger, Thomas Schollenberger und Cornelius Bredow. Nach dem Tod von Stephan Reim 2004 in Kreta, der das künstlerische Konzept der Gruppe stark auf eine ritualisierte Form geprägt hatte und viel zur Inspiration der einzelnen Vorhaben beitrug, entwickelte sich die Gruppe in ihrer Konzeption mehr und mehr weg von den sehr rituellen Ausführungen. Nach längerer Pause ging es im August 2015 mit einer Aufführung bei der langen Lesenacht in Schifferstadt weiter. Die Gruppe trifft sich weiterhin regelmäßig und besteht heute aus den Mitgliedern Ulrich Brennhäuser, Guido Lill, Johanna Schellenberger, Jean.l. Bonaudo, Stefan Halbgewachs und Reinhard Arnold. Die nächste Aufführung (100 Jahre Dada) ist am 29. Mai 2016, im Rahmen einer Ausstellung von Stefan Halbgewachs, im Remigiushaus in Otterstadt geplant.

### martin.eckrich.weltformel
Die Künstlergruppe nahm im Einzelfall auch theatralische Spielelemente, Reden an das Publikum, Dialoge sowie Tanz oder musikalische Elemente in ihre Performances auf. Nach längerer gruppeninterner Diskussion taufte sich die Gruppe um in martin.eckrich.weltformel, um den Abschluss dieses Transformationsprozesses deutlich zu machen und als Referenz an Martin Eckrich als Inspirator und Organisator. Mit dem Thema Gewalt, anlässlich einer Lesung von Michael Jentzschs autobiographischem Bericht Blutsbrüder: Unsere Freundschaft in Liberia über eine Freundschaft vor dem Hintergrund des Bürgerkriegs in Sierra Leone, setzt sich die Gruppe ebenso auseinander, wie etwa mit der Schaffung einer Skulptur wie bei der Performance "Im Wind" im Jahr 2010.

## Installationen
Ein Grundzug von Martin Eckrichs künstlerischer Arbeit sind seine aufwendigen Installationen und Kulträume. Steht ihm ein Raum als Ausstellungsort zur Verfügung, so nutzt er ihn nicht einfach um seine Bilder und Plastiken zu zeigen, sondern oft um ihn in tagelanger Arbeit mit einer Installation zu versehen, die ihn weitgehend füllt, manchmal als Kultraum ganz in Anspruch nimmt. Die Unverkäuflichkeit dieser raumfüllenden Installationen nimmt er in Kauf.
Zu seiner 1986 in München gezeigten Installation "Auferstehung" legte Michael Hofstätter dem früheren Beuys-Schüler Prof. Bernhard Johannes Blume in einem Kunstgespräch folgenden Kommentar vor:
Hofstätter: Im Unterschied zu Beuys ist bei Eckrich ein wucherndes Prinzip vorherrschend, also ein fortlaufendes Weltbild, während bei Beuys das Prinzip des Setzens und Komponierens vorherrscht.
Prof. Bernhard Johannes Blume darauf: "Der Beuys kam als desillusionierter Erwachsener aus dem Zweiten Weltkrieg wieder, während das Schlachtfeld dieses jungen Mannes das Atelier ist. Deshalb sieht er auch so abgezehrt aus. Er kämpft auch um sein Leben. Aber er hats natürlich besser, er kann im Atelier kämpfen. ... Aber hier im Hause ist das phänomenal. Und das finde ich auch so bezeichnend, dass dieser Prozess, dieser informelle Lebensprozess, der sich da so auswuchert, hochpoetisch und intelligent artikuliert, dass er gerade in einer Klasse für "sakrale Kunst" stattfindet und nicht woanders ... Offensichtlich gibt es in dieser Klasse für "sakrale Kunst" eine gute Möglichkeit, überhaupt noch einmal Existenz zu thematisieren als Malerei, als wuchernde Malerei."
Prof. Herbert Dellwing schreibt zu Eckrichs Installationen: Martin Eckrich distanziert sich von der gängigen Ästhetik und der Auffassung vom Kunstwerk als einem isolierten, meßbaren Gegenstand. Er sieht die Gefahr, dass sich das Denken zu weit von der wirklichen Welt entfernt. Gegen die Entzauberung der Wirklichkeit durch Wissenschaft und Technik stellt er das Geheimnis der unergründlichen Materie, den seelischen Gehalt der Dinge. Er setzt auf die Sinneserfahrung, auf die sinnliche Wahrnehmung als Erkenntnisgrundlage. ... Seine Arbeiten belegen die Sensibilisierung für das Material unseres täglichen Umgangs, die Wandlung von billiger, schäbiger und schmutziger Materie ins Geistige, des banalen Stoffes in Kunst.

## Ausgewählte Aktionen und Ausstellungen
- April 1986: Gruppenausstellung von 12 Akademiestudenten im Münchener Rathaus
- 1986–1989: Bleiglasfenster an den 4 Bereichen der Hubert-Sternberg-Schule Wiesloch
- Oktober 1988: Gruppenausstellung mit Sigmar Polke, Michael Buthe, Magdalena Jetelová; Installation "Wahnzimmer" zusammen mit Bernhard Johannes Blume im Shakespeare-Haus in Köln
- 1988: Einzelausstellung in der Galerie Eins in Speyer
- 1990: Installation "Die Taufe" bei der Gemeinschaftsausstellung mit Martin Liebscher im Künstlerhaus Speyer
- 11/1991: "Prometheus", bei "Caduta Sassi", München
- 1991: Einzelausstellung Malerei/Installation/Performance im Rathaus Schifferstadt
- April 1994: Installation und Performance "Sonne unter der Erde" in den Gewölbekellern der Speyerer Kurpfalzsektkellerei
- "Die Reise" Galerie Etage über dem Theater, Frankenthal
- 4/1992: Installation "Auferstehung", mit täglichem Ritus in der Galerie Hochfeld, München
- 1993: Veranstalter "Künstler gegen Gewalt", Schifferstadt
- 1994: "Leben", Künstlerwerkstatt Lothringer Straße, München
- 1994: Einzelausstellung "Menschenbild" in der Schifferstadter Galerie Odermatt
- 1994: Ausstellung mit René Fison und Ilse Müller in der cjm Galerie Speyer
- 1995: "Die Metamorphose" Kulturgarten, Speyer
- 1995: Einzelausstellung, Altes Rathaus Waldsee
- 1997: Gruppenausstellung der Gedok, Landesmuseum für Technik und Arbeit, Mannheim, "Frauen und Technik"
- 1997: Einzelausstellung Lebensraum - Umwelt; LEBENS-RÄUME, Kulturtreff Alter Bahnhof, Neulußheim
- 1997: Rauminstallation "Im Reich der Schatten", Kunstkeller Speyer[20]
- 1998: "Die Erlösung" Giebelraum, Dannstadt
- 1999: Installation und Performance "Fluß in der Tiefe" im Maximilian-Gewölbekeller Speyer
- 2000: Gruppenausstellung der Gedok Heidelberg, "Vielerlei Formen und Farben", Augustinum Heidelberg
- 2000: Installation "Der Irrweg" im Alten Stadtsaal Speyer
- 2003: Gruppenausstellung Sarg-Art in der Speyerer Altstadtgalerie
- 2003: Einzelausstellung "Gewachsenes" mit Bildern und Holzplastiken, Altes Rathaus Schifferstadt
- 2003: Installation und Performance Der Kreuzweg in der evangelischen Stadtkirche, Marktbreit
- 2004: Installation Die Begegnung im Haus am Westbahnhof, Landau, Ausstellung Bilderzyklus "Zwischen den Sinnen"
- 2004: Installation Die Wandlung im Nationalpark Hainich, Thüringen
- 11/2004: Installation Ecken Licht in der Galerie Caduta, München
- 2005: Installation "Gereihung" und "Stationen" in der DHV Speyer
- 2006: Installation Entrissen Ludwigshafen am Rhein Theater im Pfalzbau
- 2006: Malerei und Plastik beim Kunstverein Lingenfeld
- 2006: INEINANDER - INRÄUMEN, Orgelfabrik Karlsruhe, Installationen von Martin Eckrich und Fotografien von Irmtrud Saarbourg.
- 2007: "Berührungen" beim Verein Feuerbachhaus Speyer e.V., Museum Geburtshaus Anselm Feuerbach Speyer" mit Einführungsrede von Beate Steigner-Kukatzki, Kunsthistorikerin (Memento vom 27. September 2007 im Internet Archive)
- 6. Mai bis 1. Juni 2007: Ilse Müller, Martin Eckrich, Der Menschheit höchste Natur, Kunst im Kreishaus Südliche Weinstraße, Landau, An der Kreuzmühle 2
- 23. Juni – 8. Juli 2007: Installation, Zeichnung, Fotografie, Poly Produzentengalerie e.V., Karlsruhe, Viktoriastrasse 9
- 2008: Ausstellung "Messereckenlicht" Brunnen45, Berlin
- 2008: "Im Wandel" Kunstverein Hockenheim
- 2008: "..tanzen" Kulturhof Flachsgasse, Kunstverein Speyer
- 2008: "Akte" mit der Gruppe Akzent, Feuerbach-Haus, Speyer
- 2008: "Entsendung" Künstlerbund Speyer
- 2009: "Das Metronom" Lager40, Mannheim
- 2009: "Die Vision" Kunstladen, Mannheim
- September 2009: Gast der portugiesischen Stadt Évora, Atelier im dortigen Museum für Vorgeschichte, Schöpfung von Installationen, Plastiken, Gemälden und Durchführung von Performances, Ausstellungen dort: "Die Hochbegabten" und "Der Lichtzustand"
- 2010: "Evora", Künstlerbund Speyer
- 2010: „Das Gold der Sonne“, Rathaus Schifferstadt
- 2010: „Blaustich in See“ und Performance „Kulturschlaf“, Speyer
- 2010: Performance „Sanktus Demenzia“, Theaterhaus G7, Mannheim[21]
- 2010: Performance und Bilder „Grenzenlos“, Kletterwald, Speyer
- 2010: Performance "Das Gold der Sonne", Rathausplatz Schifferstadt
- 2010: Performance "Schauplatz Erde", Kreisverwaltung Südliche Weinstraße, Landau; Utopia Azuŀ, Évora, Portugal
- 2010: Ausstellung, Artgalerie am Schloß, Bad Bergzabern
- 2010: Ausstellung "Megilla" mit dem Künstlerbund Speyer in Berlin, Landesvertretung Rheinland-Pfalz
- 2011: Ausstellung und Installation "Ausgerahmt" bei "Artist for Freedom", Ludwigshafen am Rhein
- 2011: Installation "Der Traum von der Ehe" bei der gemeinsamen Ausstellung "Kunst in der Villa Körbling" des Künstlerbund Speyer
- 2012: Ausstellung "ARTvent" mit dem Künstlerbund Speyer und der Performance "Die frohe Botschaft"
- 2012: Ausstellung "Megilla" in Yavne, Israel
- 2012: Ausstellung "Offen Sichtlich" mit der Installation "Lichtkauf" und der gleichnamigen Performance im Rathaus-Center, Ludwigshafen am Rhein. Malperformance "Lichtkauf"
- 2012: Ausstellung "Antlitz" im Zehnthaus Römerberg mit Bildperformance
- 2012: Ausstellung "Mit allen Sinnen" mit der Installation "Lebenssinn" und der Performance "Sinnierungen im Zwischen", Atelier Galerie Eins, Nürnberg
- 2012: Ausstellung "Komponisten" und Installation "Das Orchester", Music Fever, Zentrum für Musik und Bühne, Ludwigshafen am Rhein
- 2013: Ausstellung "Menschen" bei der Deutschen Universität für Verwaltungswissenschaften Speyer

## Druckwerke
- Kunstverein Speyer (Hrsg.): Martin Eckrich. Kulträume. mit Texten von Herbert Dellwing, Klaus Fresenius, Beate Steiger Kukatzki. Verlag Bild & Kunst, Harthausen 2000, ISBN 3-930358-02-9.
- Martin Eckrich: beides, Reime und Bilder 1990–1994 [Gutes und Schlechtes, Falsches und Rechtes]. Chroma Verlag, 1994, ISBN 3-9801911-2-5.
- Marianne Oetjen (Autorin), Martin Eckrich (Illustration): Mimi und die Himmelsschaukel. Eine Parabel über den Wolken für Große und Kleine. Dezember 2010.
- Martin Eckrich. 2010 Schifferstadt, ausgewählte Bilder und ein Feuilleton von Prof. Dr. Herbert Dellwing.

### Performance
- Bild von Martin Eckrich während einer Performance zum 1. Mai 2003

### Rauminstallationen
- Entrissen
- Infoseite des Künstlers zu mehreren Rauminstallationen

| Personendaten    | Personendaten                                                                            |
| ---------------- | ---------------------------------------------------------------------------------------- |
| NAME             | Eckrich, Martin                                                                          |
| KURZBESCHREIBUNG | deutscher Maler, Performancekünstler sowie Schöpfer von Rauminstallationen und Plastiken |
| GEBURTSDATUM     | 21. Februar 1963                                                                         |
| GEBURTSORT       | Kaiserslautern                                                                           |